# Norbert Trotz
Norbert Trotz (* 22. April 1940 in Stettin) ist ein deutscher Jurist sowie Autor von Fachliteratur mit den thematischen Schwerpunkten Internationales Transportrecht sowie Seehandelsrecht und er war Hochschul-Professor.

## Lebensweg
Nachdem seine Eltern, Herbert und Charlotte Trotz, geborene Börst, mit ihm nach Kriegsende 1945 eine neue Heimat in Stralsund gefunden hatten, besuchte er dort von 1946 bis 1954 die Grundschule und anschließend die Oberschule, so konnte er das Abitur 1958 ablegen. Er bekam als Sohn eines im Gastgewerbe tätigen Kellners einen Studienplatz an der Universität Halle und studierte an der Juristischen Fakultät unter den Dekanen John Lekschas, Gerhard Reintanz und Willi Büchner-Uhder von 1959 bis 1963.
Mit Bestehen des DDR-Staatsexamens für Jura-Studenten erhielt er eine befristete Assistentenstelle an der Universität Rostock bei dem (kommissarischen) Institutsdirektor Jörgen Haalck, der zu dieser Zeit Wahrnehmungsdozent bzw. Dozent für Recht war, insbesondere für Völkerrecht und internationales Privatrecht, und ab 1965 zum Professor mit Lehrauftrag berufen wurde. Seit 1951 gab es an der Rostocker Universität bis zur Wiedervereinigung keine Juristenfakultät mehr.
Nach Beendigung seiner Assistententätigkeit 1967 konnte Trotz als wissenschaftlicher Mitarbeiter am juristisch selbständigen Rostocker Institut des Seeverkehrs und der Hafenwirtschaft im „Forschungsbereich Seerecht“ mitarbeiten. Er war zugleich externer Doktorand an der Universität Halle und reichte 1968 seine in Rostock geschriebene Doktorarbeit „Zur künftigen Gestaltung der außervertraglichen Verantwortlichkeit und der Haftungsbeschränkung der Schiffahrtsunternehmen im Seerecht der DDR unter Berücksichtigung internationaler Entwicklungstendenzen“ der Martin-Luther-Universität Halle-Wittenberg ein. An ihrer Juristischen Fakultät promovierte er am 30. August desselben Jahres zum „Dr. jur.“ Die Gutachter der Dissertation waren der Hallenser Friedrich-Karl Winkler und der Rostocker Jörgen Haalck.
Er fertigte 1969 eine Forschungsarbeit im Institut des Seeverkehrs und der Hafenwirtschaft zu dem Thema an: „Internationale Aspekte der Verfrachterhaftung – See- und Ladungstüchtigkeit des Schiffes“. Sie wurde nicht veröffentlicht, jedoch in einer ursprünglich als „Vertrauliche Dienstsache“ eingestuften Dissertation 1970 zitiert.
Zusammen mit seiner Rostocker Instituts-Kollegin Dolly Richter-Hannes verfasste Trotz eine 68-seitige umfassende Arbeit mit dem Titel „Die Änderung der Haager Regeln durch das Ergänzungsprotokoll von 1968 (Haag-Visby-Regeln)“ und veröffentlichte diese 1971 in der vom Institut des Seeverkehrs und Hafenwirtschaft (Rostock) herausgegebenen Zeitschrift Beiträge zur Seeverkehrswirtschaft.
Als Dozent an der Potsdam-Babelsberger Akademie für Staats- und Rechtswissenschaft der DDR gehörte er mit dem dort wirkenden Völkerrechtler Harry Wünsche der DDR-Delegation zur 3. UN-Seerechtskonferenz von 1973 bis zu ihrem Abschluss im Dezember 1982 an. Trotz hatte im Jahre 1986 – als Dienstreisender von seinem zweiten hauptberuflichen Wirkungsort Potsdam aus – vor dem Deutschen Verein für Internationales Seerecht in Hamburg einen Vortrag zum Transportrecht, insbesondere „zur Haftung für Schäden aus dem Transport gefährlicher Güter auf See“, halten können, der in einer erweiterten und überarbeiteten Fassung in einer Schriftenreihe dieses Vereins veröffentlicht wurde. In dieser Zeit war er Vorstandsmitglied der Gesellschaft für Seerecht der DDR.
Seine Lehrtätigkeit als ordentlicher Professor endete an der neugeschaffenen Hochschule für Recht und Verwaltung in Potsdam-Babelsberg für das Fachgebiet „Internationales Transportrecht“. Ende 1990 wurde die Hochschule für Recht und Verwaltung abgewickelt. Trotz schuf sich eine neue Erwerbsgrundlage mit der Gründung und Leitung des „Instituts für Handelsrecht und Seerecht zu Rostock“. Es veranstaltete Juristenseminare über die „Rechtslage der Wirtschaft in den ostdeutschen Bundesländern nach dem Einigungsvertrag“.
Trotz war Mitglied des Deutschen Vereins für Internationales Seerecht e. V. (DVIS) mit Sitz in Hamburg bis zum Jahre 2006.

## Veröffentlichungen in Zeitschriften (Auswahl)
- mit Dolly Richter-Hannes/Adolf Hauer: Zur Kodifikation des Internationalen Privatrechts aus der Sicht des Seetransportrechts. In Neue Justiz, 1969, S. 526 ff., ISSN 0028-3231
- mit Dolly Richter-Hannes: Die Änderung der Haager Regeln durch das Ergänzungsprotokoll von 1968 (Haag-Visby-Rules). In: Beiträge zur Seeverkehrswirtschaft. Seeverkehrsinformation. Institut des Seeverkehrs und der Hafenwirtschaft. H. 1/1971, OCLC 311089106
- Zur Entwicklung des internationalen Umweltrechts. In: Bernhard Graefrath (Hrsg.): Probleme des Völkerrechts 1987, S. 307–338, ISSN 0233-1136